# Ricimondo
Ricimondo dei Suebi Requimundo in spagnolo, in galiziano e in portoghese (... – 465) è stato re dei Suebi di Gallaecia, dal 460 fino alla sua morte.

## Origine
Secondo Isidoro di Siviglia, Ricimondo era figlio di Masdra e della moglie di cui non si conoscono né il nome né gli ascendenti, e forse era fratello di Fromaro (Frumarium et Reccimundum Masdræ filium).

## Biografia
Nel corso del 458 il re Framta morì, per cui Maldraso si trovo a regnare da solo, senza oppositori, ma secondo Isidoro di Siviglia i seguaci di Framta seguirono Ricimondo (Nec mora Frantan mortuo Sueui qui cum eo erant Reccimundum sequuntur), pur essendo in pace con Maldraso (cum Maldra pace inita).
Il re Maldraso, come conferma Idazio fu assassinato, nel febbraio del 460, pare da uno del suo seguito, e, secondo Isidoro di Siviglia, gli fu tagliata la gola (Maldra autem tertio regni anno a suis iugulatur).

A Maldraso succedette Remismondo, che secondo Isidoro di Siviglia era figlio di Maldraso, ma altre fonti lo negano.
Dopo la morte del re Maldraso, Ricimondo e il suo presunto fratello, Fromaro spodestarono Remismondo, si spartironoi il regno suebo di Galizia, ma, sempre secondo Isidoro di Siviglia non andavano d'accordo (Maldra interfecto inter Frumarium et Reccimundum oritur de regni potestate dissensio).

Dopo questa citazione, Isidoro di Siviglia non menziona più Ricimondo, mentre il vescovo Idazio, nella sua Idatii episcopi Chronicon non menziona mai Ricimondo, per cui, alcuni storici e il Diccionario biográfico español, Real Academia de la Historia pensano che Ricimondo e Remismondo siano la stessa persona.
Ricimondo morì nel 465 o prima; comunque, da quella data, dopo la morte del presunto fratello, Fromaro, Remismondo rientrò in possesso di tutto il regno, sia secondo Isidoro di Siviglia (Frumario mortuo Remismundus omnibus Sueuis in suam dicionem regali iure), che secondo le cronache di Idazio (Frumario mortuo Remismundus omnibus Sueuis in suam ditionem regali iure revocatis).

## Discendenza
Di Ricimondo non si conosce alcuna discendenza.

### Fonti primarie
- (LA)  #ES Isidori Historia Gothorum, Wandalorum, Sueborum.
- (LA)  #ES Idatii episcopi Chronicon.
- (LA)  Monumenta Germaniae Historica, Auctorum antiquissimorum, tomus 11, Isidori Historia Gothorum, Wandalorum, Sueborum, Historia Sueuorum.

### Letteratura storiografica
- Rafael Altamira, "La Spagna sotto i Visigoti", in "Storia del mondo medievale", vol. I, 1999, pp. 743–779